# Джакомо Нері
Джакомо Нері (італ. Giacomo Neri, 1 січня 1916, Фаенца — 6 травня 2010, Фаенца) — італійський футболіст, що грав на позиції флангового нападника. Грав за національну збірну Італії. По завершенні ігрової кар'єри — тренер.

## Клубна кар'єра
Народився 1 січня 1916 року в місті Фаенца. Вихованець футбольної школи мисцевого однойменного клубу. Дорослу футбольну кар'єру розпочав 1931 року в основній команді «Фаенца», в якій провів один сезон.
Згодом з 1932 по 1939 рік грав у складі команд «Ріміні», «Ліворно» та «Ювентус».
1939 року приєднався до лав «Дженоа», за який провів понад 100 ігор.
У повоєнні роки захищав кольори міланського «Інтернаціонале» і швейцарського «Кантональ Невшатель», виступами за який 1949 року завершив ігрову кар'єру.

## Виступи за збірну
1939 року дебютував в офіційних матчах у складі національної збірної Італії.
Загалом протягом кар'єри у національній команді, яка тривала 2 роки, провів у її формі 3 матчі, забивши 1 гол.

## Кар'єра тренера
Розпочав тренерську кар'єру в сезоні 1948/49 роботою з командою «Імперія».
Згодом протягом 1950-х тренував команди клубів «Алессандрія», «Луккезе-Лібертас», «Казале» та рідної «Фаенци».
Помер 6 травня 2010 року на 95-му році життя в рідному місті Фаенца.
| Дата       | Місто  | Господарі | Результат | Гості     | Турнір           | Голи | Примітки |
| ---------- | ------ | --------- | --------- | --------- | ---------------- | ---- | -------- |
| 12-11-1939 | Цюрих  | Швейцарія | 3 – 1     | Італія    | товариський матч | -    |          |
| 26-11-1939 | Берлін | Німеччина | 5 – 2     | Італія    | товариський матч | 1    |          |
| 3-3-1940   | Турин  | Італія    | 1 – 1     | Швейцарія | товариський матч | -    |          |
| Усього     |        | Матчів    | 3         |           | Голів            | 1    |          |